# Jasminanthes
Jasminanthes es un género de plantas fanerógamas de la familia Apocynaceae. Contiene cinco especies.

## Descripción
Son lianas que alcanzan los 12 m de altura; contienen látex blanco o incoloro, con brotes pubescentes incoloros o amarillos en toda la superficie o lo largo de dos líneas. Las hojas son herbáceas, coriáceas o con textura de papel, tienen 7-19 cm de largo y 4-12 cm de ancho, ovadas o elípticas a oblongas, basalmente cuneadas, redondeadas o cordadas,  el ápice acuminado, glabras o glabrescentes.
Las inflorescencias extra-axilares, solitarias, más cortas que las hojas adyacentes, con hasta 12 flores, pedúnculos casi tan largo como los pedicelos. Las flores están dulcemente perfumadas.

## Especies
| - Jasminanthes chunii (Tsiang) W.D.Stevens & P.T.Li - Jasminanthes mucronata (Blanco) W.D.Stevens & P.T.Li - Jasminanthes pilosa (Kerr) W.D.Stevens & P.T.Li - Jasminanthes saxatilis (Tsiang & P.T.Li) W.D.Stevens & P.T.Li - Jasminanthes suaveolens Blume |